# Marc Soula
Marc Soula est un entomologiste français, né le 27 avril 1945 à Oran (Algérie française) et mort le 23 février 2012 à Lima (Pérou).

## Biographie
Il rentre en France en 1962 après avoir été scolarisé de 1956 à 1962 au lycée Gautier à Alger.
Après une vie professionnelle en tant que professeur de mathématiques, il peut s'adonner entièrement à ses deux passions que sont la minéralogie et l'entomologie. 
Il effectue de nombreuses reconnaissances de grottes et de descentes dans des gouffres dans le sud de la France. Il prospecte également au Maroc. Il assemble une collection importante de minéraux.
Au cours de ses visites de grottes, il échantillonne la faune des cavernes et récolte des exemplaires remarquables.

## Travaux entomologiques
C'est dans l'entomologie qu'il donne tous ses efforts en devenant en peu d'années l'un des spécialistes mondiaux des Rutelinae. Il étudie et reclasse la collection de ces insectes du Laboratoire d'entomologie du Muséum national d'histoire naturelle de Paris.
Il effectue de nombreux voyages de récoltes d'insectes : en Asie (Malaisie, Thaïlande) et en Amérique du Sud (Brésil, Équateur, Guyane, Pérou (4 fois), Venezuela). Il capture les insectes principalement au filet cryldé.
Il fréquente les spécialistes mondiaux comme Mary Liz Jameson ou Miguel-Angel Morón ou encore Daniel Curoe.
Travailleur inlassable, il remet constamment la nomenclature en question et crée de nouvelles sous-familles et de nouveaux genres.
Il publie ses travaux dans la série Les Coléoptères du Monde. Il rédige les volumes 26 et 29, avec leurs suppléments 26.1, 26.2 et 26.3,,,,. Puis il continue de publier à compte d'auteur en supplément à la revue Besoiro de Patrick Arnaud, ce seront les ouvrages intitulés « Les Coléoptères du Nouveau Monde » dont 5 volumes sont parus,,,,.
Il rédigera aussi quelques notes descriptives dans la revue Besoiro,,.

## Noms de genre et d'espèces dédiés
- Aegognathus soulai Arnaud et Bomans, 2004
- Dicranobia soulai Devecis, 2006
- Enchophora soulai Bleuzen et Porion, 2004
- Popillia soulai Limbourg, 2008
- Protaetia (Protaetia) soulai Arnaud, 2004
- Spodochlamys soulai Curoe, 2011

## Taxa décrits
Avec 515 taxa décrits, Marc Soula se place parmi les entomologistes les plus actifs.
La liste des noms nouveaux qu'il a créés a été publiée sur le web.